# Cirripectes alboapicalis
Cirripectes alboapicalis és una espècie de peix de la família dels blènnids i de l'ordre dels perciformes.

## Morfologia
- Els mascles poden assolir 12,3 cm de longitud total.[2][3]

## Reproducció
És ovípar.

## Hàbitat
És un peix marí de clima tropical i associat als esculls de corall que viu entre 0-10 m de fondària.

## Distribució geogràfica
Es troba al Pacífic: Gran Barrera de Corall, Illes Cook, Illes Kermadec, Illes Australs, Pitcairn i Illa de Pasqua.